# Trochosa vulvella
Trochosa vulvella este o specie de păianjeni din genul Trochosa, familia Lycosidae. A fost descrisă pentru prima dată de Strand, 1907. Conform Catalogue of Life specia Trochosa vulvella nu are subspecii cunoscute.